# ژان-پل سارتر
ژان-پل شارل ایمار سارْتْرْ (فرانسوی: Jean-Paul Charles Aymard Sartre‎؛ ۲۱ ژوئن ۱۹۰۵ – ۱۵ آوریل ۱۹۸۰): فیلسوف، اگزیستانسیالیست، رمان‌نویس، نمایش‌نامه‌نویس، منتقد فرانسوی و یکی از چهره‌های کلیدی در فلسفه اگزیستانسیالیسم (و پدیدارشناسی) به‌شمار می‌رود. آثار او بر جامعه‌شناسی، نظریه انتقادی، نظریه پسااستعماری و مطالعات ادبی تأثیر گذاشته است و این تأثیر کماکان ادامه دارد. او در سال ۱۹۶۴ جایزه نوبل ادبیات را علیرغم تلاش برای امتناع از آن دریافت کرد و گفت که همیشه افتخارات رسمی را رد می‌کند و «یک نویسنده نباید اجازه دهد که خود را به یک موسسه تبدیل کنند.»

## زندگی
سارتر در پاریس به دنیا آمد. پدرش «ژان باپتیست سارتر» (۱۸۴۷–۱۹۰۶) افسر نیروی دریایی فرانسه بود و مادرش «آنه ماری شوایتزر» (۱۸۸۲–۱۹۶۹) دخترعموی آلبرت شوایتزر، پزشکی که برنده جایزه صلح نوبل شد، بود. پانزده‌ماهه بود که پدرش به علت بیماری تبی که به احتمال زیاد از هندوچین فرانسه گرفته بود از دنیا رفت. پس از آن مادرش نزد والدینش در مودون بازگشت. پدربزرگش شارل شوایتزر، عموی آلبرت شوایتزر، در مدرسه به آموزش زبان آلمانی اشتغال داشت. ژان در خانه زیر نظر او و چند معلم خصوصی دیگر تربیت شد و در خردسالی خواندن و نوشتن (فرانسه و آلمانی) را فراگرفت. در کودکی چشم راستش دچار آب مروارید شد، به تدریج انحراف به خارج پیدا کرد و قدرت بینای‌اش را از دست داد. تا ده سالگی بیشتر خانه‌نشین بود و ارتباط بسیار کمی با مردم داشت. همانگونه که خود در کتاب کلمات دوران کودکی‌اش را بیان می‌کند، کودکی تیزهوش اما گوشه‌گیر بود و سال‌های کودکی را بیش از هرجا میان انبوه کتاب‌ها به خواندن آثار مهم ادبی و تاریخی گذرانده است. پس از آن به مدرسه لیس هنری هشتم رفت. دوازده ساله بود که مادرش دوباره ازدواج کرد و با همسر جدیدش که یکی از دوستان قدیمی پدر ژان بود به شهر لا روشل نقل مکان کرد. این اقدام موجب نفرت سارتر از مادرش شد. تا ۱۵ سالگی برای تحصیل به مدرسه‌ای در لا روشل رفت، اما تحمل شرایط مدرسه و رفتارهای خشونت‌آمیز دانش‌آموزان دیگر برای او بسیار دشوار بود.

## فعالیت‌های علمی و آموزشی
ژان در سال ۱۹۲۰، به یک مدرسه شبانه‌روزی در پاریس فرستاده شد. در آنجا با یکی از همکلاسی‌هایش به نام پل نیزان آشنا شد که این آشنایی به یک رفاقت دراز مدت انجامید. نیزان در معرفی ادبیات معاصر به سارتر نقش به سزایی داشت. در سال ۱۹۲۲ موفق به گرفتن دیپلم شد، پس از آن تصمیم گرفت به همراه «نیزان» در دانشسرای عالی پاریس در رشتهٔ آموزگاری ادامه تحصیل دهد. او در امتحان ورودی سال ۱۹۲۴ رتبه هفتم را از میان ۳۵ نفر قبول شده نهایی به‌دست می‌آورد. به همراه نیزان دست به انتشار مجله‌ای در دانشسرا می‌زند.

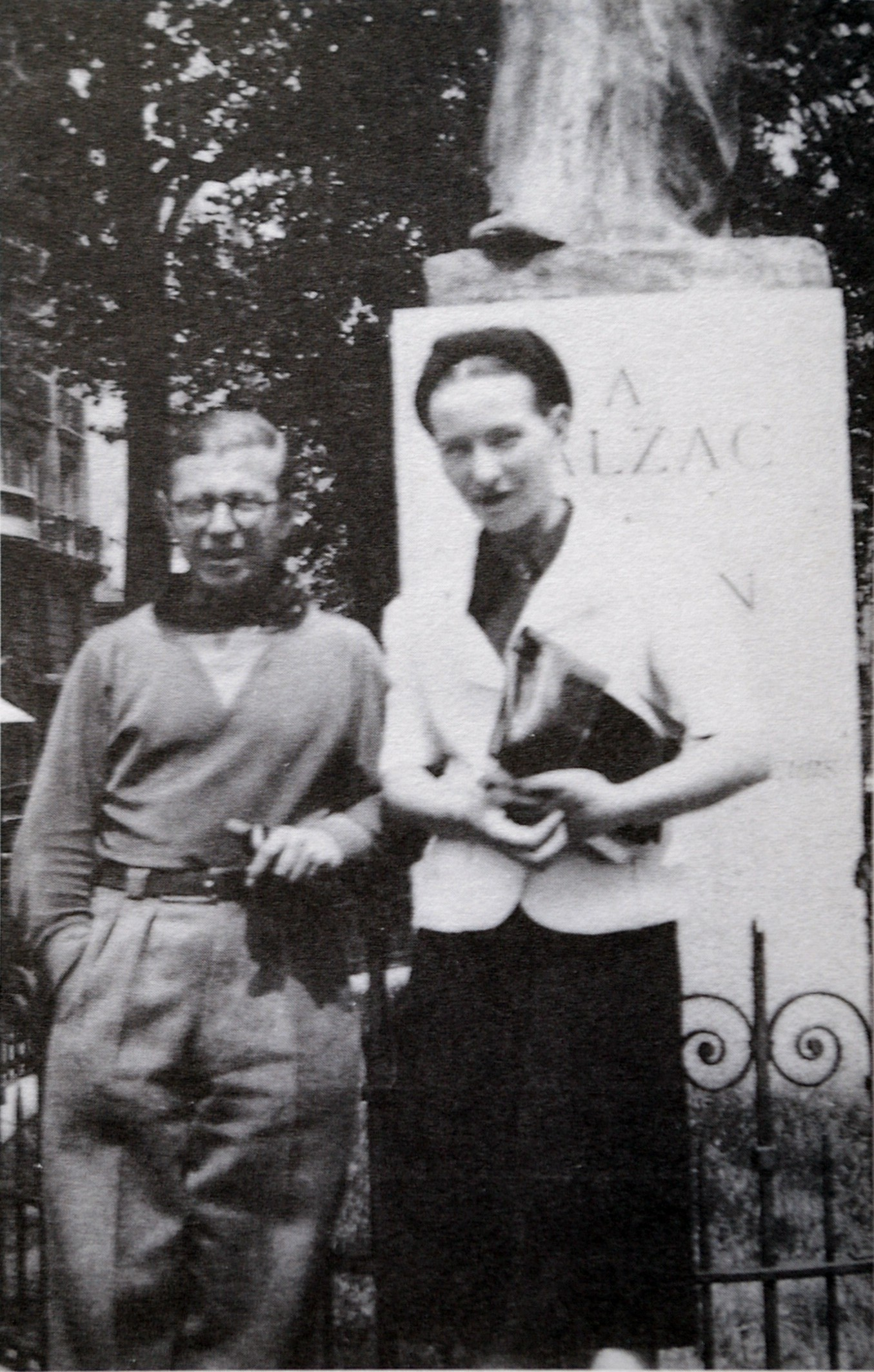
سارتر و سیمون دو بووار در کنار بنای یادبود انوره دو بالزاک

چهار سال بعد در امتحانات نهایی رشته فلسفه مردود می‌شود. دلیل رد شدنش نیز، عقیده سارتر در مورد فلسفه بود. او عقیده داشت 
«فلسفه فهمیدنی است، نه حفظ کردنی»
سال بعد (۱۹۲۹) در امتحانات نهایی جایگاه نخست نصیب سارتر می‌شود و سیمون دو بووار و ژان ایپولیت و پل نیزان مقام‌های بعدی را کسب می‌کنند.
سیمون دو بووار، فیلسوف، نویسنده و فمینیست فرانسوی همراه و همدم مادام‌العمر او بود. آشنایی این دو به سال ۱۹۲۹ و زمان آمادگی دوبووار برای امتحانات فلسفه در سوربن بازمی‌گردد. سیمون دوبووار دختر نازپرورده‌ای که تحت سلطه قراردادهای مذهب کاتولیک بود که بعد از آشنایی با سارتر شدیداً و عمیقاً به او دلبسته می‌شود و تا آخر عمر با او همراه می‌ماند. هر چند که این رابطه در سال‌های پایانی عمر سارتر تا حدودی ضعیف می‌شود.
پس از اتمام تحصیلات در دبیرستان‌های لو آور و لیون به تدریس فلسفه پرداخت. پس از مدتی تصمیم گرفت که برای کامل شدن تحقیقاتش در زمینه فلسفه پدیدارشناسی هوسرل راهی آلمان شود. با استفاده از یک بورس تحصیلی به آلمان رفت و در برلین به ادامهٔ تحصیل پرداخت. در اینجا بود که آشنایی عمیقتری با آثار فیلسوفان بزرگی همچون مارتین هایدگر (فلسفه اصالت وجود یا اگزیستانسیالیسم) و ادموند هوسرل (فلسفه پدیدارشناسی) پیدا کرد. اما پس از چندی تاب تحمل حکومت آلمان نازی را نیاورد، به پاریس برگشت و کار تدریس فلسفه را دنبال کرد.

## فعالیت‌های فرهنگی و ادبی
سارتر از کودکی در پی کسب شهرت بود. به همین دلیل به نویسندگی روی آورد. با این همه مدت‌های مدیدی نوشته‌هایش یکی پس از دیگری از سوی ناشران بازگشت داده می‌شدند و او بدین خاطر نتوانست به آرزوی دیرینه‌اش جامه عمل بپوشاند. اما در ۱۹۳۸ و با نگارش نخستین رمان فلسفی‌اش با نام تهوع به شهرتی فراگیر دست یافت. در این رمان تکان دهنده، دلهره وجود و بیهودگی ذاتی هستی با جسارتی بی‌سابقه ترسیم شده است. پس از آن، نگارش مجموعه‌ای از داستان‌ها با نام دیوار (۱۹۳۹) را آغاز کرد که به دلیل شروع جنگ جهانی دوم ناتمام ماند. سارتر در دوره‌ای از زندگی خود به مصرف روان‌گردانی به نام مسکالین (Mescaline) روی آورده و با دگرگونی‌های روانی حاصل از آن به تمرکز بر تجربه‌های شخصی اش می‌پرداخته است (Stanislav, 1993). سوفی دیوری نیز در کتاب رده‌بندی ۴۰۰ (La Cote 400) می‌نویسد 
«سارتر کتاب تهوع را تحت تأثیر مادهٔ روان‌گردان مسکالین نوشته است. سیمون دو بووار نیز که مشروب‌خور حرفه‌ای بود، تعریف می‌کند که سارتر در حین نوشتن قرص محرک کُریدران (Corydrane) [یا همان آمفتامین ] مصرف می‌کرده و او خود صدای قرچ قرچ جویدن آنها را می‌شنیده است…»
سارتر تا آخر عمر با سیمون دو بووار ارتباط داشت اما آن‌ها که ازدواج را یک امر بورژوایی می‌دانستند، تا آخر عمر با هم ازدواج نکردند. یکی از مواردی که در آن سارتر همیشه مورد انتقاد بوده زندگی سه نفره او با بووار و یک دختر جوان بوده است. بووار که دو جنس گرا بود و به دختران جوان تمایل داشت با مشورت سارتر دختر جوانی را وارد روابط آن‌ها می‌کرد و این روابط گاهی چند ماه طول می‌کشید. در جریان این روابط دخترانی مثل ناتالی سوروکین، وندا کساکیویکز و بیانکا لمبلین به شدت آسیب دیدند. بیانکا لمبلین در دهه ۱۹۹۰ در شرح روابط خودش با سارتر و بووار کتابی به نام رابطه ننگین نوشت.
به‌طور کلی دو دوره در زندگی حرفه‌ای سارتر وجود داشت. اولین دورهٔ زندگی حرفه‌ای او دورهٔ پس از نوشتن اثر معروفش، هستی و نیستی و رمان تهوع بود. سارتر به آزادی بنیادی انسان اعتقاد داشت و باور داشت که «انسان محکوم به آزادی است. »

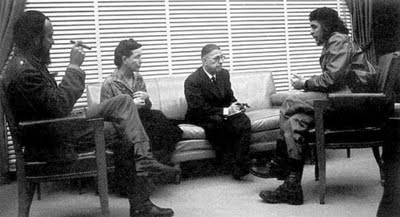
سارتر و سیمون دو بووار در حال گفتگو با چه گوارا در کوبا، ۱۹۶۰

در دومین دورهٔ حرفهٔ زندگی‌اش، سارتر به‌عنوان روشن‌فکری فعال از نظر سیاسی شناخته می‌شد. سارتر از طرفداران کمونیسم بود، هرچند که هرگز به‌طور رسمی به عضویت حزب کمونیست فرانسه درنیامد. وی بیشتر عمر خویش را صرف مطابقت دادن ایده‌های اگزیستانسیالیستی‌اش کرد. سارتر معتقد بود که انسان باید خود سرنوشت‌اش را تعیین کند. وی همچنین، مطابق با اصول کمونیسم، باور داشت که نیروهای اقتصادی-اجتماعی جامعه که از کنترل انسان خارج هستند، نقشی حیاتی در تعیین مسیر زندگی اشخاص دارند. در سال ۱۹۶۴ جایزه ادبی نوبل به سارتر تعلق گرفت، ولی او از پذیرفتن این جایزه خودداری کرد. او در نامه‌ای که به آکادمی نوبل نوشت توضیح داد که نمی‌تواند جایزه را بپذیرد و نمی‌خواهد که هرگز نامش در فهرست دریافت‌کنندگان آن جایزه قرار گیرد. سارتر به‌عنوان یک نویسنده نمی‌خواست نامش با سازمانی مرتبط گردد.

## نقد
برخی فیلسوفان معتقدند که سارتر در کارهایش مفاهیم متناقضی را در کنار هم قرار داده است. هربرت مارکوزه معتقد بود که افکار سارتر متناقض و بیش از حد ایدئال‌گراست و این ایدئال‌گرایی خلاف ادعای سارتر در مورد واقع‌گرایی است. همچنین، ریچارد وولهایم و توماس بالدوین نشان می‌دهند که نقد سارتر از فروید در واقع بر اساس یک تفسیر اشتباه از کارهای زیگموند فروید بنیان نهاده شده است.
علی اکبر اژه‌ای معتقد است بنیانگذار مکتب اگزیستانسیالیسم‌ «کیرکگارد» فردی خداپرست است و این مکتب در دو شاخه‌ی اگزیستانسیالیسم الهی و اگزیستانسیالیسم مادی تکامل پیدا کرده است. به دلیل اینکه شخصیت مشهور این مکتب به نام «ژان پل سارتر» فردی ماتریالیست است، پیروان این مکتب هم در جهان مشهور شدند به اینکه مخالف خدا هستند.
اژه‌ای در بخش دیگری از سخنرانی خود اضافه می کند ژان پل سارتر گاهی تلاش داشته که مکتب خود را در برابر مارکسیزم مطرح کند و گاهی به تقابل در برابر مکتب‌های ماتریالیستی مارکسیستی می‌ پردازد. اژه‌ای تاکید می کند که سارتر برخلاف فلاسفه دیگر، عقاید خود را مشکل بیان نکرده و از هنر ادبیات برای پیشبرد اندیشه‌های فلسفی خودش حداکثر سود را برده است و از طریق نمایشنامه و داستان، اندیشه‌های خود را مطرح کرده است.

## دیدگاه‌ها

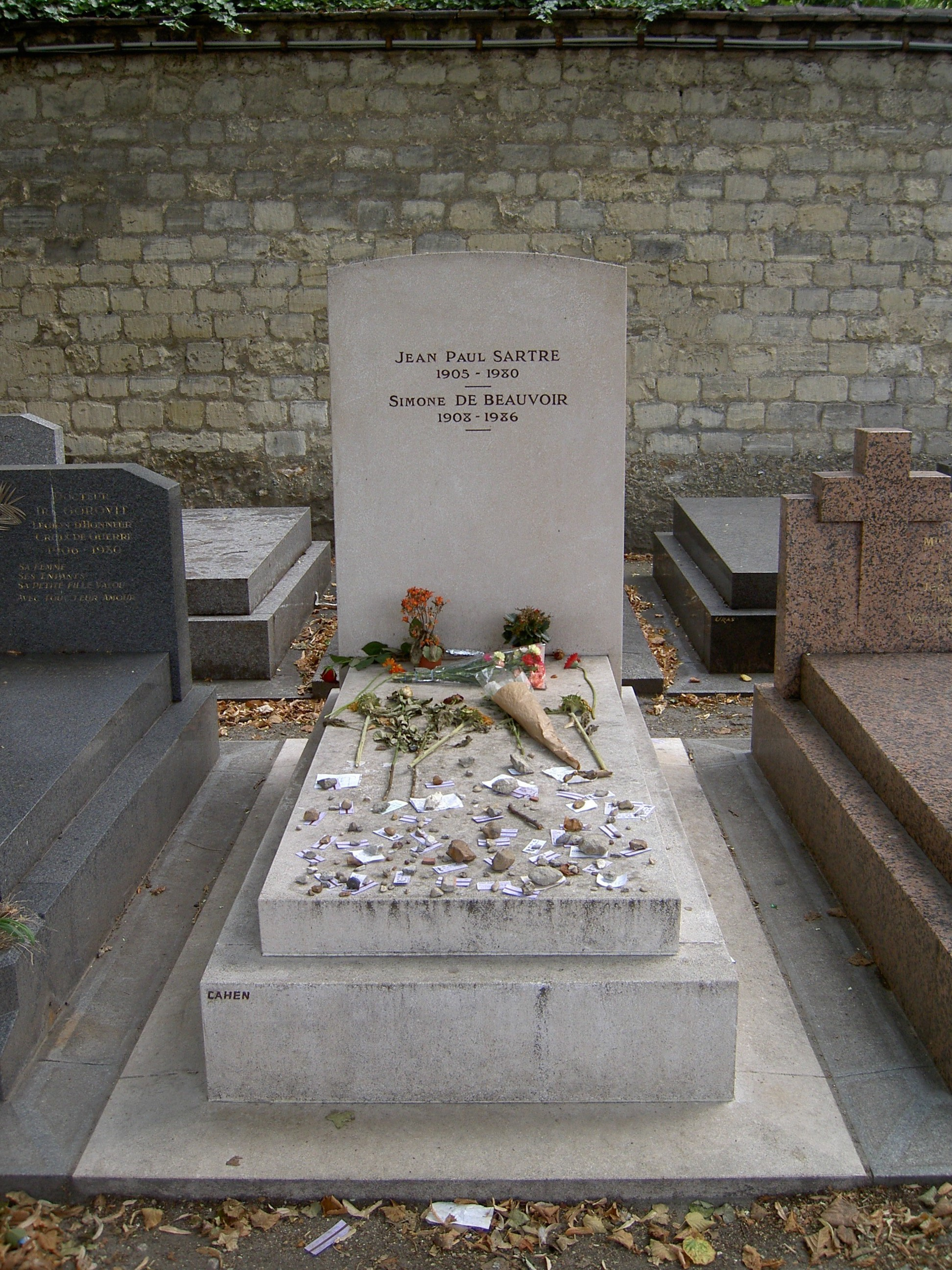
آرامگاه سارتر و سیمون دو بووار

از سال ۱۹۷۳ به بعد تقریباً تمامی قدرت بینایی خود را از دست داده بود و دیگر قادر به نوشتن نبود، با این همه سعی می‌کرد با انجام مصاحبه‌ها، دیدارها و حضور در مراسم‌ها کماکان چهره‌ای فعال و اجتماعی از خود نشان دهد. برای نمونه ملاقات او با آندریاس باد زندانی سیاسی و عضو فراکسیون ارتش سرخ (RAF) در زندان اشتوتگارت (آلمان) توجه همگان را برانگیخت. ۱۹۷۹ در یک کنفرانس مطبوعاتی جنجالی به حمایت از آوارگان جنگ ویتنام (Boat people) پرداخت.
در جایی دیگر از مبارزه مردم ایران علیه محمدرضاشاه پهلوی و آزادی زندانیان سیاسی و همچنین مبارزه مردم شیلی علیه دیکتاتوری آگوستو پینوشه طرفداری نمود.
در سال ۱۹۸۰ هفته‌نامه نوول اُبسرواتوراقدام به انتشار گفتگوی سارتر با بنی لویس، فیلسوف و نویسنده نمود که شگفتی همگان از جمله دوبوار را به همراه داشت. سارتر در این مصاحبه به بحث در مورد نکاتی همچون «روابط میان فردی و شرایط اجتماعی» پرداخت. این گفتگو تا حدی نشانگر تطابق نظریات سارتر و لویس بود.

## درگذشت
سارتر در ساعت ۹ شب روز ۱۵ آوریل ۱۹۸۰ در سن ۷۵ سالگی در بیمارستان بروسه پاریس در پی خیز ریوی درگذشت. او حتی تا پایان عمر یک چهره سرشناس جهانی باقی‌ماند؛ خبر درگذشت او به سرعت در سراسر جهان پخش شد و حدود ۵۰ هزار نفر در پاریس در مراسم خاکسپاری‌اش شرکت کردند، در حالی که بیش از ده سال از افول سارتر در فرانسه گذشته بود. این مراسم پرجمعیت‌ترین تشییع جنازه یک فیلسوف در قرن بیستم بود؛ از این نظر می‌توان او را به ولتر، فیلسوف عصر روشنگری فرانسه، تشبیه نمود.
خاکستر او در گورستان مون‌پارناس در حوالی محل زندگی دوران پیری‌اش در محله‌ای از پاریس به خاک سپرده شد، جایی که ۶ سال بعد همدم زندگی‌اش سیمون دو بووار به همراهش آرمید. ۳ سال پس از مرگ سارتر، سیمون دو بووار کتابی با نام تشریفات خداحافظی در مورد مرگ وی منتشر کرد. یک هفته بعد از مرگ سارتر روی جلد هفته‌نامه نوول اُبسرواتور که سارتر به آن علاقه داشت و واپسین گفتگوهایش هم در آن منتشر شده بود، بر زمینهٔ سرمه‌ای تیره تصویر درشتی از چهرهٔ سال خوردهٔ سارتر چاپ شد، و زیر آن با حروف سفید واپسین عبارت کتاب واژه‌ها آمد:
تمامی یک انسان، از تمامی انسان‌ها ساخته شده و برابر کل آن‌ها ارزش دارد، و ارزش هر یک از آن با او برابر است.

## فلسفه سارتر
- نوشتار اصلی را ببینید: فلسفه اگزیستانسیالیسم سارتر

## نگارخانه

نگارخانه
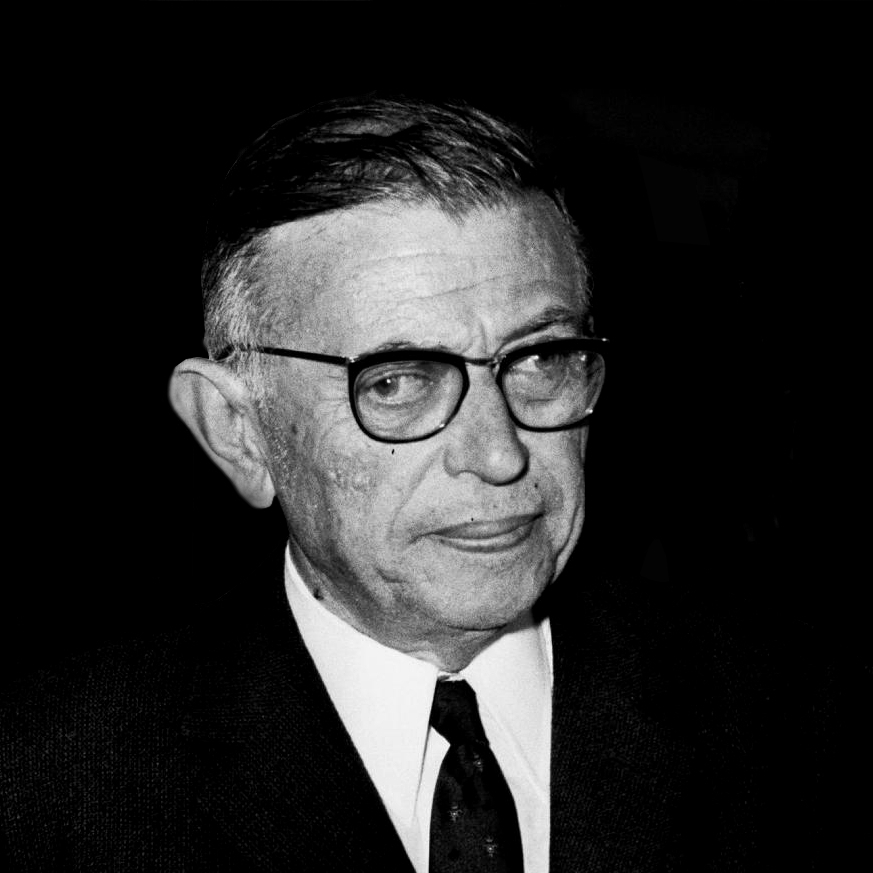
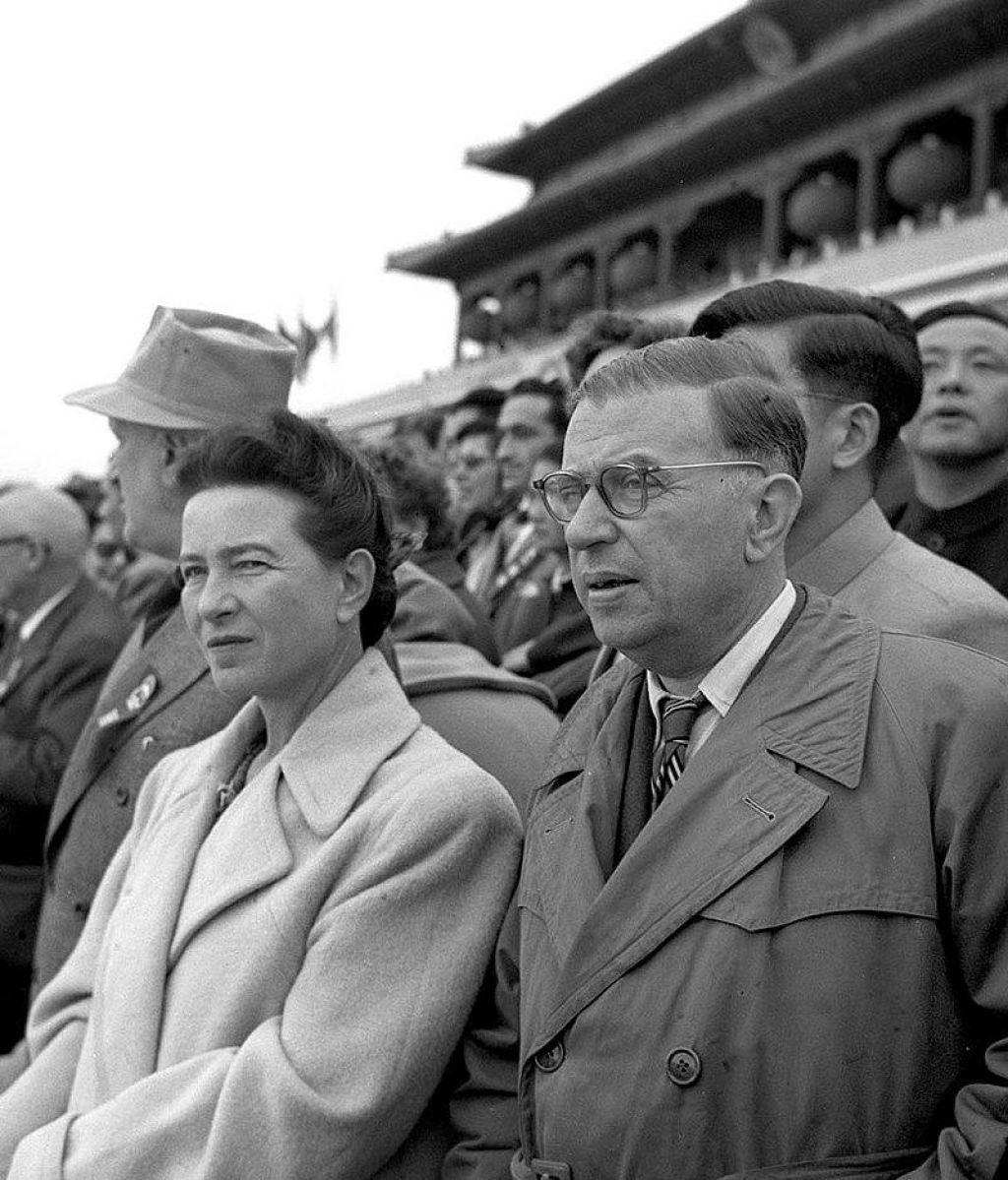
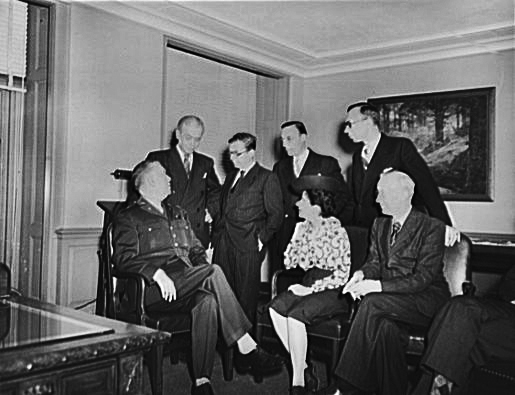
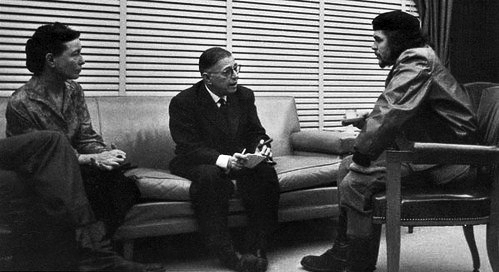
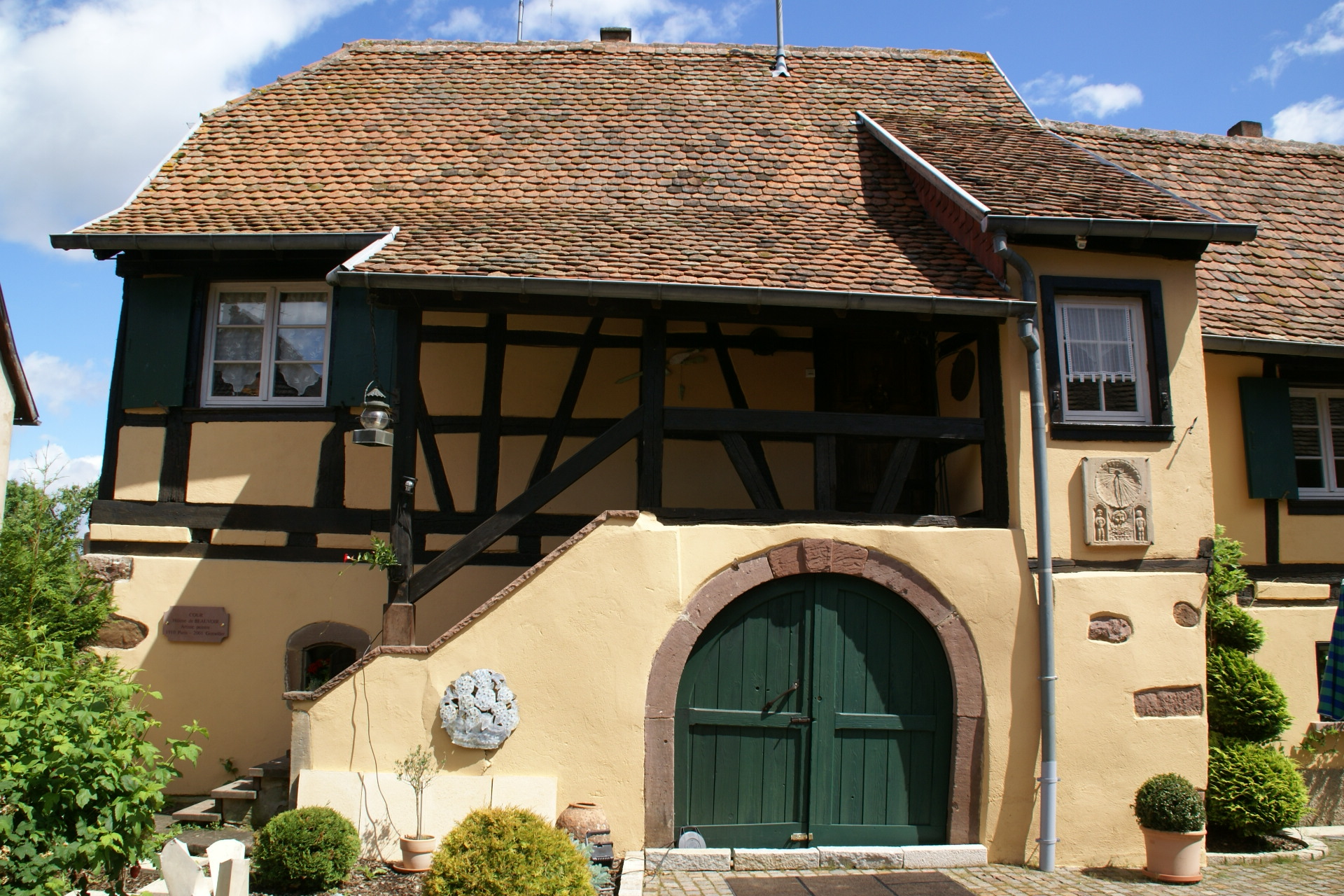
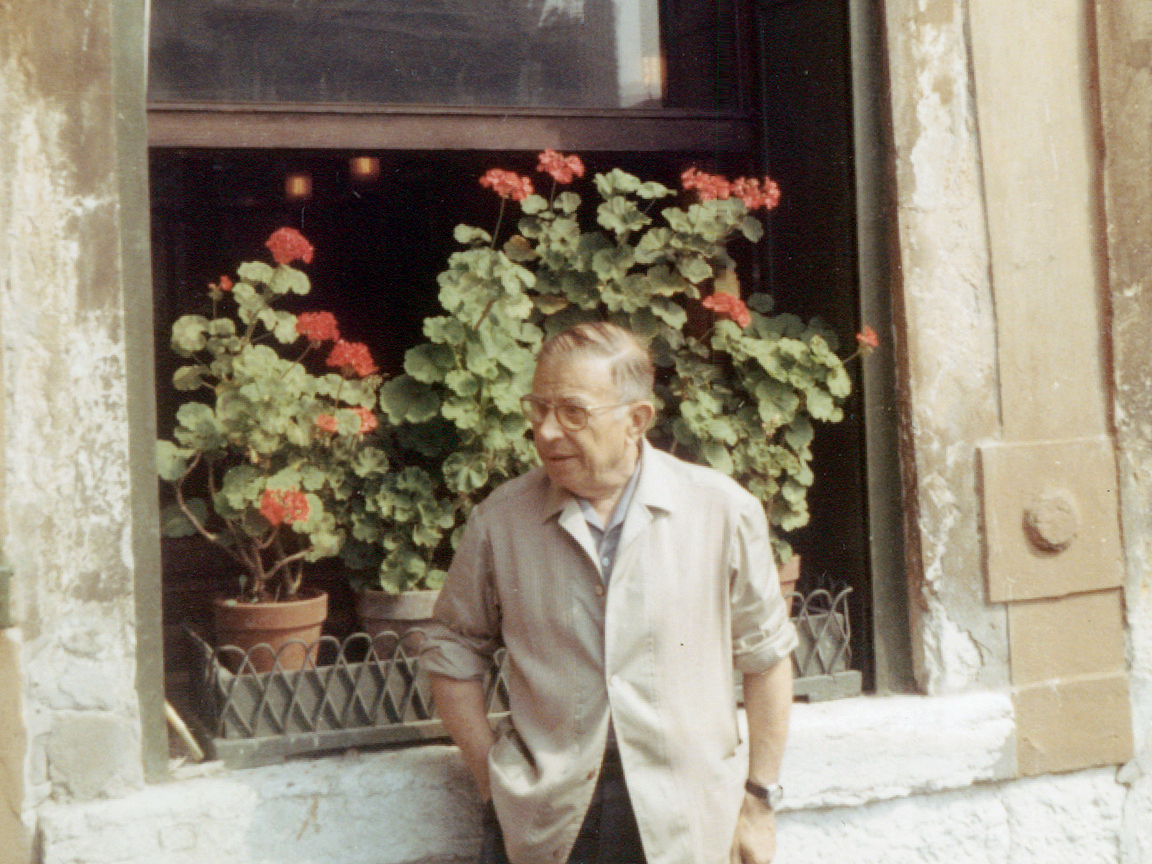
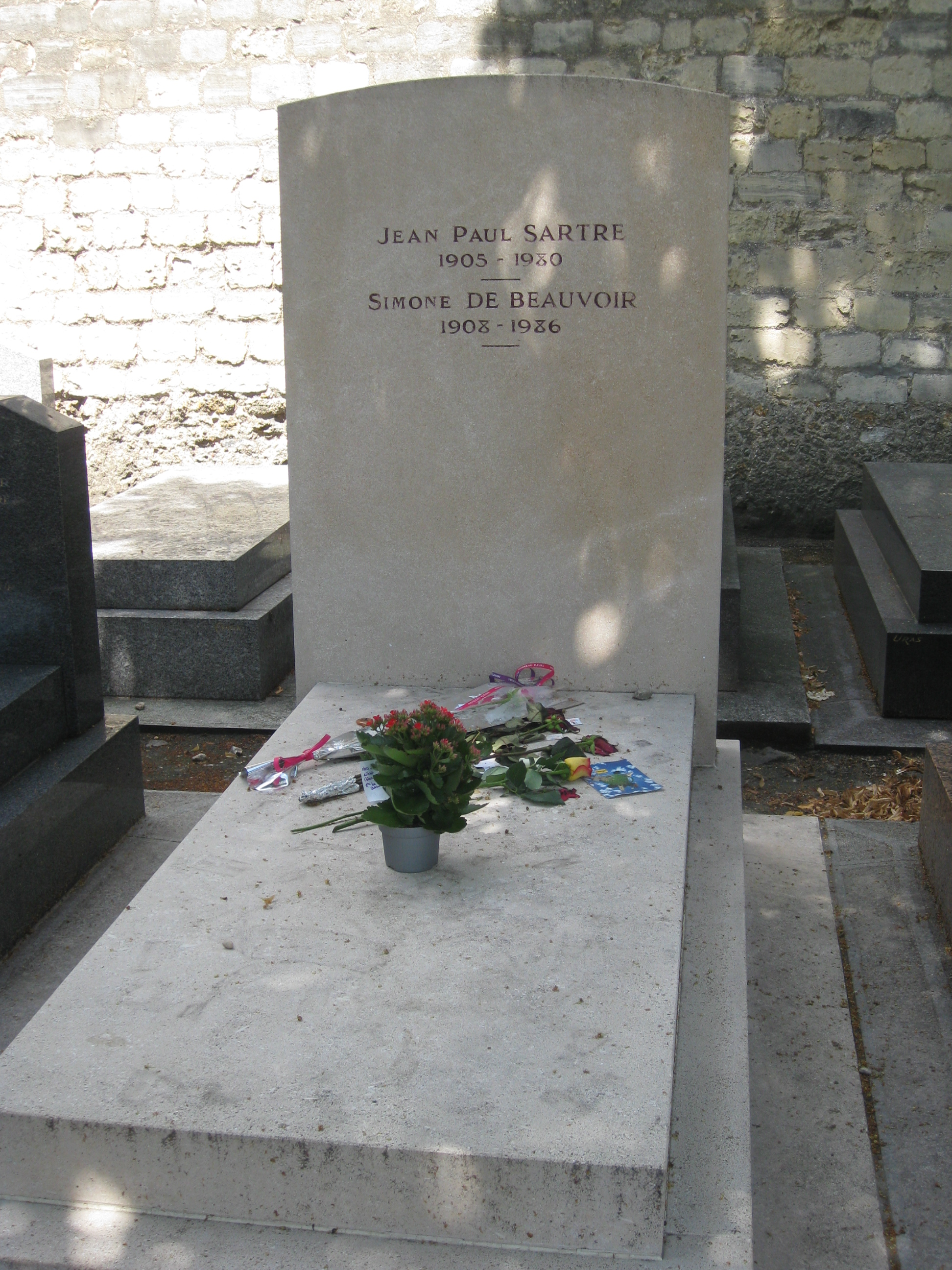
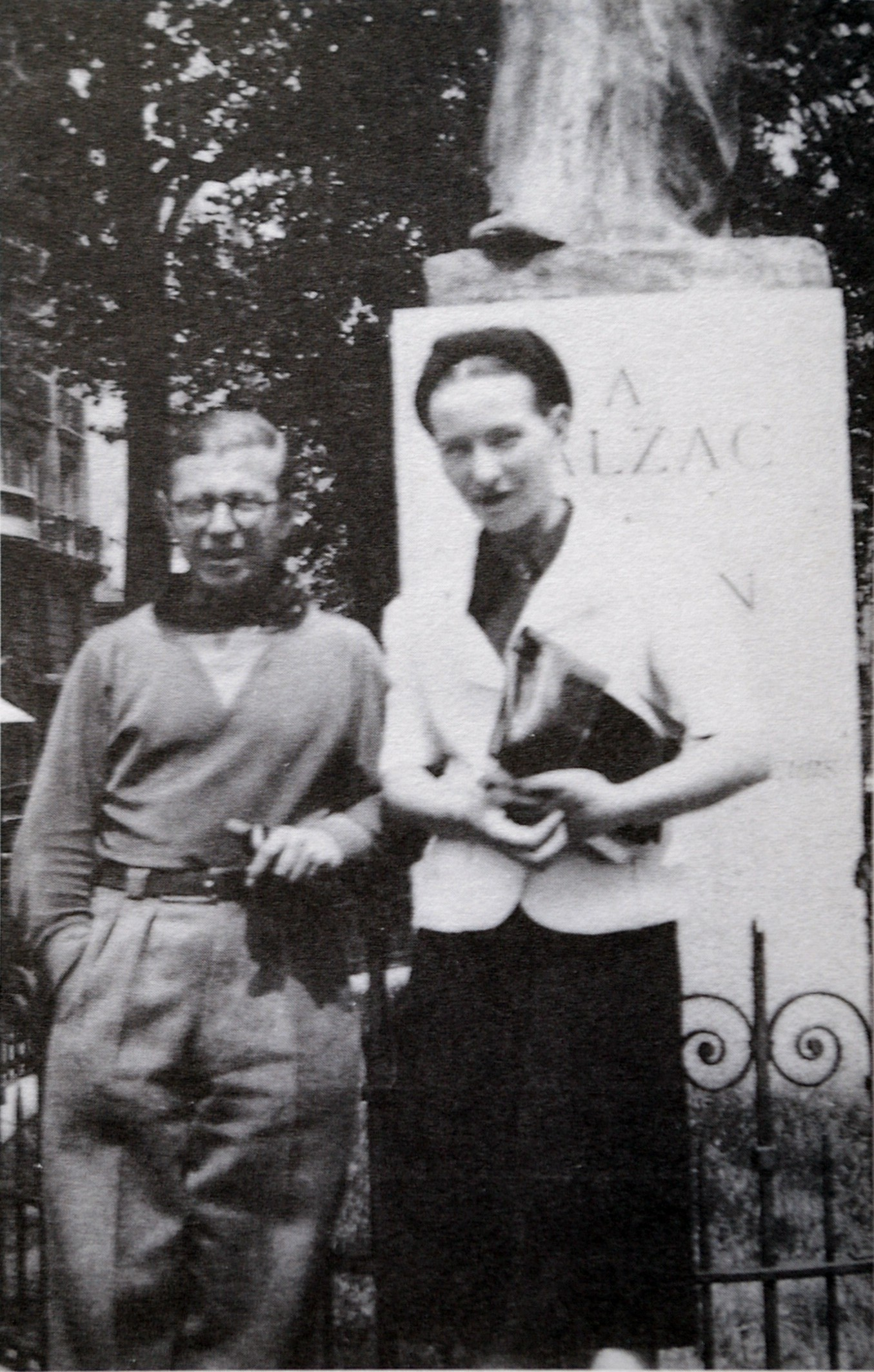

## آثار
صادق هدایت اولین کسی بود که با ترجمه داستان دیوار در سال ۱۳۲۴، سارتر را به ایرانیان معرفی کرد. کمی بعد از آن هم عبدالحسین نوشین نمایشنامه روسپی بزرگوار سارتر را ترجمه و در سال ۱۳۲۵ منتشر کرد. نمایشنامه «دوزخ» سومین اثری بود که از سارتر توسط مصطفی فرزانه به فارسی ترجمه و در سال ۱۳۲۷ منتشر شد.
جدول زیر گزیده‌ای از ترجمهٔ آثار سارتر را به نمایش می‌گذارد.
مهم‌ترین اثر فلسفی سارتر به نام نقد خرد دیالکتیکی هنوز به فارسی ترجمه نشده است.
| فارسی                                            | فرانسه                   | انگلیسی                     | سال انتشار | مترجم |
| ------------------------------------------------ | ------------------------ | --------------------------- | ---------- | --- |
| تهوع / غثیان (رمان)                              | La nausée                | Nausea                      | ۱۹۳۸       | با عنوان «تهوع»، ترجمهٔ امیرجلال‌الدین اعلم، تهران: نیلوفر، چاپ اول: ۱۳۸۳؛ با عنوان: «غَثیان»، ترجمهٔ مهدی روشن‌زاده، تهران: انتشارات فرهنگ جاوید، چاپ اول: ۱۳۹۱ |
| زنده باد چه گوارا                                |                          |                             | ۱۳۵۷       | فرهاد فراهانی |
| دیوار (مجموعه داستان)                            | Le mur                   | The Wall                    | ۱۹۳۹       | ۵ داستان با عناوین: «دیوار»، «اتاق»، «اروستراتوس»، «صمیمیت» و «کودکی یک رهبر» / «کودکی یک رئیس». داستان‌های این کتاب به صورت پراکنده توسط صادق هدایت - پرویز شکیب - محمود سلطانیه - داریوش سیاسی - محمد علی سپانلو - ابوالحسن نجفی ترجمه شده است                                             |
| مگس‌ها (نمایش‌نامه)                                | Les mouches              | The Flies                   | ۱۹۴۳       | سیما کوبان - مهدی روشن‌زاده - قاسم صنعوی - صدیق آذر - سحر جعفری صرافی |
| هستی و نیستی (رساله فلسفی)                       |                          | 'ĽÊtre et le Néant          | ۱۹۴۳       | عنایت‌الله شکیباپور - مهستی بحرینی |
| خروج ممنوع (نمایش‌نامه)                           | Huis clos                | No Exit                     | ۱۹۴۴       | مصطفی فرزانه (با عنوان «دوزخ») - ناصر غیاثی (با عنوان «در بسته») - سحر جعفری صرافی (با عنوان «در بسته») - حمید سمندریان (با عنوان «دوزخ») - قاسم صنعوی (با عنوان «خلوتکده») - امید جمشیدی (با عنوان «اتاق بسته») - صدیق آذر (با عنوان «خلوتگاه») - سعید عجم حسنی (با عنوان «در بسته: دوزخ») |
| تعلیق: راه‌های آزادی ۱ (رمان)                     |                          |                             | ۱۹۴۵       | محمود به‌فروزی - حسین سلیمانی‌نژاد |
| سن عقل: راه‌های آزادی ۲ (رمان)                    | L'âge de raison          | The Age of Reason           | ۱۹۴۵       | منوچهر کیا - حسین سلیمانی‌نژاد |
| عذاب روح: راه‌های آزادی ۳ (رمان)                  |                          |                             | ۱۹۴۵       | علی امین‌نیا |
| راه‌های آزادی                                     | Morts sans sépulture     | The Victors                 | ۱۹۴۶       | |
| مرده‌های بی‌کفن و دفن (نمایش‌نامه)                  |                          |                             | ۱۹۴۶       | پری صابری - قاسم صنعوی - صدیق آذر |
| روسپی بزرگوار (نمایش‌نامه)                        | La putain respecteuse    | The Respectful Prostitut    | ۱۹۴۶       | عبدالحسین نوشین - بهمن نورائی |
| اگزیستانسیالیسم و اصالت بشر (رساله فلسفی)        |                          |                             | ۱۹۴۶       | مصطفی رحیمی |
| ادبیات چیست؟ (رساله ادبی - فلسفی)                |                          |                             | ۱۹۴۷       | ابوالحسن نجفی و مصطفی رحیمی |
| بودلر (مقاله‌ای در مورد بودلر، شاعر فرانسوی)      | Baudelaire               | Baudelaire                  | ۱۹۴۷       | دل‌آرا قهرمان |
| اندیشه‌های درباره مسئله یهود (رساله)              |                          |                             | ۱۹۴۷       | |
| دست‌های آلوده (نمایشنامه)                         | Les mains sales          | Dirty Hands                 | ۱۹۴۸       | جلال آل‌احمد - قاسم صنعوی |
| چرخ‌دنده (فیلمنامه)                               | L'Engrenage              |                             | ۱۹۴۹       | قاسم صنعوی - داریوش مودبیان - روشنک داریوش |
| شیطان و خدا (نمایش‌نامه)                          | Le diable et le bon dieu | The Devil and the Good Lord | ۱۹۵۱       | ابوالحسن نجفی |
| ژنه مقدس، بازیگر و شهید (مقاله‌ای دربارهٔ ژان ژنه) |                          |                             | ۱۹۵۲       | محمود کیانوش (در مقدمهٔ نمایش‌نامه کلفت‌ها اثر ژان ژنه با ترجمه بهمن محصص) |
| کین                                              |                          | Kean                        | ۱۹۵۳       | قاسم صنعوی |
| نکراسوف                                          |                          | Nekrassov                   | ۱۹۵۵       | قاسم صنعوی |
| گوشه‌نشینان آلتونا (نمایش‌نامه)                    | Les séquestrés d'Altona  | The Condemned of Altona     | ۱۹۵۹       | ابوالحسن نجفی |
| فروید (فیلمنامه‌ای دربارهٔ زیگموند فروید)          |                          |                             | ۱۹۵۹       | قاسم روبین |
| نقد عقل دیالکتیکی (رساله فلسفی)                  |                          |                             | ۱۹۶۰       | |
| کلمات (خودزندگی‌نامه)                             | les mots                 | The Words                   | ۱۹۶۴       | امیرجلال‌الدین اعلم - ناهید فروغان |
| زنان تروا (نمایش‌نامه)                            | Les Troyennes            | The Trojan Women            | ۱۹۶۵       | قاسم صنعوی - قاسم روبین |
| جنگ شکر در کوبا (سفرنامه)                        | Ouragan sur le sucre     | Sartre on Cuba              |            | جهانگیر افکاری |
| دربارهٔ نمایش                                     |                          |                             |            | ابوالحسن نجفی |
| کار از کار گذشت (نمایش‌نامه)                      |                          |                             |            | حسین کسمایی |
| سایه انسان‌ها (داستان بلند)                       |                          |                             |            | عنایت‌الله شکیباپور |
| انسان‌های دیگر (داستان بلند)                      |                          |                             |            | عنایت‌الله شکیباپور |
| مرگ در جان                                       |                          |                             |            | |
| ابله خانواده (مقاله انتقادی)                     | L'idiot de la famille    | The Family Idiot            | ۱۹۷۱–۷۲    | |
| در دفاع از روشنفکران                             |                          |                             |            | رضا سیدحسینی |
| تیفوس                                            |                          |                             |            | قاسم صنعوی |
| روانکاوی وجودی                                   |                          |                             |            | احمد سعادت نژاد |
| در جستجوی بشریتی بی نقاب                         |                          |                             |            | مصطفی رحیمی |
| زیبایی‌شناسی                                      |                          |                             |            | رضا شیرمرز |
| تعالی اگو                                        |                          |                             |            | عادل مشایخی |
| آن سبوب بشکست                                    |                          |                             |            | محمد کاروان |
| بازپسین گفتگو (مصاحبه با سارتر)                  |                          |                             |            | جلال ستاری |

- کودکی یک رئیس، محمد علی سپانلو، فردا
- تیفوس، قاسم صنعوی، کتاب پارسه
- روانکاوی وجودی، احمد سعادت نژاد، جامی
- در جستجوی بشریتی بی نقاب، مصطفی رحیمی، نیلوفر
- زیبایی‌شناسی، رضا شیرمرز، قطره
- تعالی اگو، عادل مشایخی، ناهید
- کین، قاسم صنعوی، گل آذین
- نکراسوف، قاسم صنعوی، کتاب پارسه
- آن سبو بشکست، محمد کاروان، گلریز

کتابی با نام فاجعه بزرگ به ترجمه بهروز بهزاد که پیش از انقلاب توسط انتشارات مؤسسه مطبوعاتی فرخی چاپ شده و بعد از انقلاب با نام خانواده خوشبخت با ترجمه بیژن فروغانی از انتشارات جامی و سارا برمخشاد از انتشارات ابر سفید چاپ شده، اثر سارتر نبوده و متعلق به خود مترجمان می‌باشد که نمونه‌ای از سرقت ادبی است.